# 凯拉芒格阿拉姆
凯拉芒格阿拉姆（Kelamangalam），是印度泰米尔纳德邦Dharmapuri县的一个城镇。总人口10994（2001年）。

## 人口
该地2001年总人口10994人，其中男性5655人，女性5339人；0—6岁人口1619人，其中男877人，女742人；识字率61.21%，其中男性为67.37%，女性为54.67%。